# Juan Jesús León
Juan Jesús León García (Granada, 1946 - ibídem, 9 de diciembre de 2008) fue un escritor y poeta español.

## Biografía
Nació en la ciudad de Granada en el año 1946 en el seno de una familia de propietarios agrícolas de la vega accitana. Pasó su infancia entre su ciudad natal y Benalúa de Guadix, en cuya escuela inició sus estudios primarios, que completó en el colegio granadino de los Escolapios, donde también cursó el bachillerato. A los ocho años comenzó a redactar cortos relatos y anécdotas familiares de ingenuidad infantil, hasta que, a la edad de doce años aproximadamente, escribió sus primeros versos. En la década de los sesenta publica sus primeros libros de versos, considerados por el autor como intuitivos y de aprendizaje, por lo que no los incluyó en sus poesías completas.
A partir de 1971, viajó con frecuencia por toda España peninsular, Europa y algunos países de África y Asia. En 1974, creó y dirigió la Colección Zumaya de poesía en la que publicó 'Espero la caída del pájaro más triste', su primera obra de madurez. En 1978, editó 'Estos tiempos son largos paréntesis de goma' y se licenció en Filosofía y Letras por la Universidad de Granada, en la sección de Filología Románica y el año 1985 en la sección de Historia Contemporánea. En 1986 publicó 'Conciencia puesta en pie'. En 1988 hizo un viaje con Javier Egea a Portugal, en cuya capital ambos poetas dieron varios recitales. Este mismo año publicó una carpeta de poemas titulada 'Canción debida', ilustrada con serigrafías de José Aguilera, y reunió y editó bajo el título 'Del corazón y la experiencia' toda su poesía escrita entre 1970 y 1988. Al año siguiente, publicó su libro de ensayos titulado 'Expresión poética y expresión popular' que sería reeditado el año 2000, en una versión ampliada, bajo el título de 'Formas de expresión poética en el lenguaje popular'. En 1994 participó junto a otros poetas en un recital en el Ateneo de Sevilla. En 1995 publicó sus 'Poemas satíricos', escritos entre 1973 y 1993, y al año siguiente colaboró en la obra 'Églogas de Tiena', de la que es autor junto a Fernando de Villena, José Lupiáñez y Enrique Morón.
En 1998 publicó una 'Literatura Universal, razón y la experiencia', continuación del publicado en 1988. Sus dos últimos libros de poemas son 'Espacio entre dos fechas' y la segunda parte de 'Del corazón y la experiencia' (2004), que recopila la obra poética escrita entre 1989 y 2002. También compaginó su trabajo de escritor con el de profesor de bachiller de Lengua Castellana y Literatura.
Fue miembro de la Academia de Buenas Letras de Granada.
Falleció en la madrugada del 9 de diciembre de 2008 a la edad de sesenta y dos años, como consecuencia de una larga enfermedad.